# Добрава-под-Рако
Добрава-под-Рако (словен. Dobrava pod Rako) — поселення в общині Кршко, Споднєпосавський регіон, Словенія. Висота над рівнем моря: 163,7 м.